# Louis T. Wright
Louis Tompkins Wright (23 juillet 1891 – 8 octobre 1952) était un chirurgien américain défenseur des droits civiques. Dans le cadre de son exercice au Harlem Hospital il a été le premier afro-Américain membre d'une équipe chirurgicale dans un hôpital non ségrégué de la Ville de New York. Il est particulièrement connu pour ses recherches médicales, ainsi que pour ses efforts de promotion de l'égalité raciale dans la médecine et pour sa participation à l'Association nationale pour l'avancement des personnes de couleur (NAACP), dont il a été le président pendant près de deux décennies,.

## Enfance et famille
Wright est né à LaGrange, en Géorgie. Son père, Ceah Ketchan Wright, est né esclave, mais obtint une éducation formelle, un diplôme de l'école de médecine en tant que major de promotion. Il abandonna par la suite sa pratique médicale pour devenir pasteur méthodiste. Ceah meurt peu de temps après la naissance de Louis ; sa mère, une enseignante de couture nommée Lula Tompkins, se remarie en 1899. Également médecin, William Fletcher Penn, le beau-père de Louis, a été le premier afro-Américain à être diplômé de la Yale School of Medicine. Penn est devenu un éminent médecin d'Atlanta et a été le premier afro-Américain à posséder une automobile dans la ville. Il a eu une forte influence sur Louis en tant que médecin mais également du fait des humiliations raciales que Louis l'a vu endurer.
Wright sortit diplômé de la Clark Atlanta University en 1911 et obtint son diplôme de médecine de la Harvard Medical School en 1915, en terminant quatrième de sa classe. Il termina ses études de troisième cycle à l'université Howard — affiliée au Freedmen's Hospital de Washington — avant de retourner en Géorgie.
Il épousa Corinne Cooke, une institutrice. Le couple eut deux filles, Jane Cooke Wright et Barbara Wright Pierce, qui sont également devenues médecins et chercheurs.

## Carrière médicale
Peu de temps après avoir terminé l'école de médecine et être revenu en Géorgie, Wright rejoint le Corps Médical de l'Armée, servant en tant que lieutenant pendant la première Guerre Mondiale, en poste en France. Pendant son séjour il introduit la vaccination intradermique de la variole et fut décoré de la Purple Heart , après une attaque au gaz,.

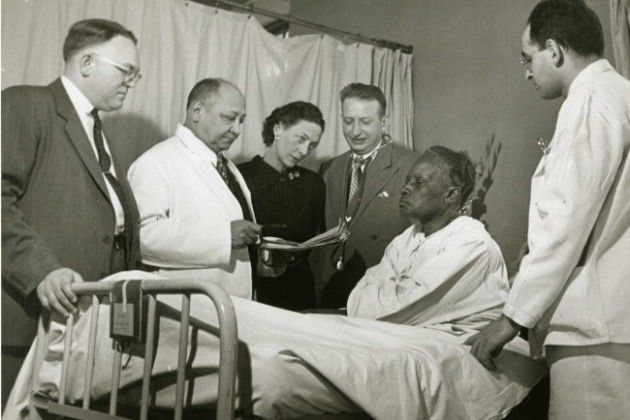
Louis T. Wright et ses collègues au lit d'un patient, Harlem Hospital, New York, N.Y. De gauche à droite : Dr Lyndon M. Hill, Dr Louis T. Wright, Dr Myra Logan, Dr Aaron Prigot, une patiente afro-américaine non identifiée et un employé de l'hôpital non identifié

À son retour aux États-Unis en 1919, il s'installe à New York tandis que les tensions raciales en Géorgie font rage, afin d'ouvrir un cabinet privé à Harlem et établit des liens avec le Harlem Hospital, où il a été le premier afro-Américain membre de l'équipe chirurgical. En 1929, il a également été nommé premier afro-Américain chirurgien de la Police de New York,. Durant ses trente années à l'hôpital, il a commencé le Harlem Hospital Bulletin, a dirigé la première équipe à utiliser la chlortétracycline sur l'homme, a fondé le centre de la recherche sur le cancer de l'hôpital, et a gagné une réputation comme expert des blessures à la tête. Il est  membre de l'American College of Surgeons et de l'American Medical Association.

## Activisme pour les droits civiques et influence
Tout au long de sa vie Wright s'impliqua dans le combat pour les droits civiques, en commençant à l'université lorsqu'il rata trois semaines de cours pour rejoindre les piquets de grève pour protester contre La Naissance d'une Nation, de D. W. Griffith's, film controversé pour sa représentation sympathique du Ku Klux Klan. À Harvard, il insista sur l'égalité de traitement lorsqu'un professeur l'empêcha d'accoucher les enfants de patientes blanches. Il rejoint la NAACP après l'école de médecine et resta membre de l'organisation tout le reste de sa vie, jusqu'à servir en tant que président de son conseil d'administration national.
En 1920, au début de son mandat au Harlem Hospital, il joua un rôle clé dans la lutte contre le préjugé, à New York, selon lequel les médecins et infirmiers afro-Américains n'avaient pas le droit de servir dans les hôpitaux municipaux. Il a souvent été chef de file dans la lutte pour l'intégration, en poussant pour l'égalité des normes en matière d'éducation médicale et en s'opposant aux hôpitaux ségrégationnistes, y compris en réussissant en 1930 à stopper la construction d'une nouvelle installation de ce type proposé par le Fonds Rosenwald,.
En 1940, il a été  récipiendaire de la Médaille Spingarn "pour sa contribution à la guérison de l'humanité et ses positions courageuses face aux attaques amères."
« There is no such thing as Negro health... the health of the American Negro is not a separate racial problem to be met by special segregated setups or dealt with on a dual standard basis, but is an American problem which should be adequately and equitably handled by the identical agencies and met with the identical methods that deal with the health of the remainder of the population. »

## Mort et postérité
Wright a souffert de problèmes de santé chroniques à la suite de son engagement durant la guerre et a été hospitalisé pour la tuberculose de 1939 à 1942. Bien qu'il recommença à pratiquer la médecine à la suite de cela et fut nommé chef de la chirurgie en 1943, il ne se rétablit jamais complètement et mourût en 1952 à l'âge de 61 ans.
Durant sa carrière Wright publia de nombreuses recherches et celles-ci eurent un impact dans de nombreux domaines incluant les traitements antibiotiques, la recherche sur le cancer, la chimiothérapie, le traitement des traumatismes crâniens et des fractures osseuses.
La bibliothèque du Harlem Hospital a été rebaptisé en son honneur juste avant sa mort.